# Phoxinellus
Phoxinellus är ett släkte av fiskar. Phoxinellus ingår i familjen karpfiskar.
Kladogram enligt Catalogue of Life:
| Phoxinellus | \| \| Phoxinellus alepidotus \| \| \| \| \| \| Phoxinellus dalmaticus \| \| \| \| \| \| Phoxinellus pseudalepidotus \| \| \| \| |
|             | \| \| Phoxinellus alepidotus \| \| \| \| \| \| Phoxinellus dalmaticus \| \| \| \| \| \| Phoxinellus pseudalepidotus \| \| \| \| |
|             | Phoxinellus alepidotus |
|             | |
|             | Phoxinellus dalmaticus |
|             | |
|             | Phoxinellus pseudalepidotus |
|             | |